# Reeves County
Das Reeves County ist ein County im Bundesstaat Texas der Vereinigten Staaten. Das U.S. Census Bureau hat bei der Volkszählung 2020 eine Einwohnerzahl von 14.748 ermittelt. Der Sitz der County-Verwaltung (County Seat) befindet sich in Pecos.

## Geographie
Das County liegt im Westen von Texas, grenzt mit der nördlichen Spitze an New Mexico und hat eine Fläche von 6843 Quadratkilometern, wovon 16 Quadratkilometer Wasserfläche sind. Es grenzt im Uhrzeigersinn an folgende Countys: Eddy County in New Mexico, Loving County, Ward County, Pecos County, Jeff Davis County und Culberson County.

## Geschichte
Reeves County wurde 1883 aus Teilen des Pecos County gebildet. Die Verwaltungsorganisation wurde im folgenden Jahr abgeschlossen. Benannt wurde es nach George Robertson Reeves, einem Abgeordneten im Parlament von Texas (Texas Legislature) und Oberst der Konföderierten Armee.

## Demografische Daten

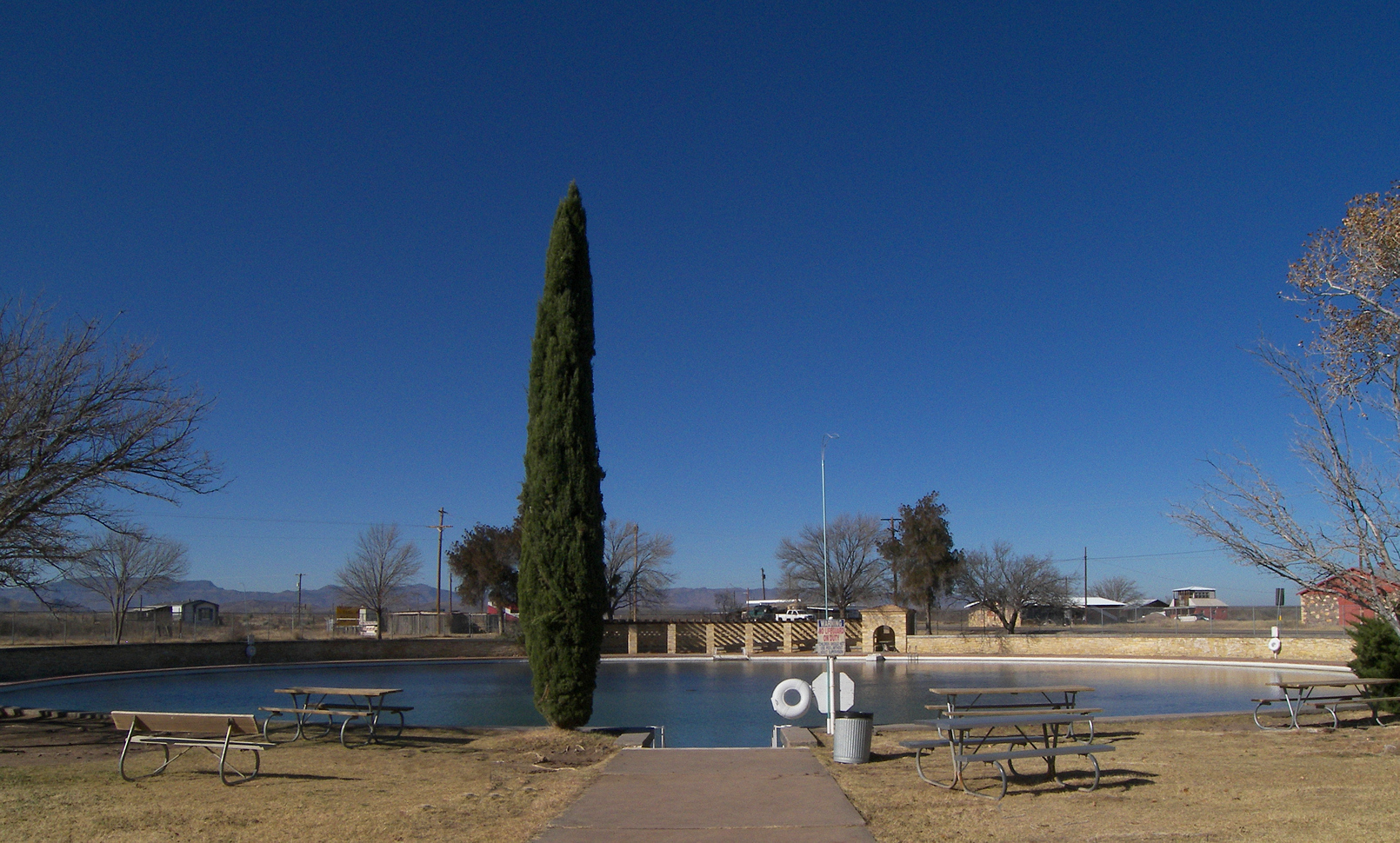
Teich im Balmorhea State Park

Nach der Volkszählung im Jahr 2000 lebten im Reeves County 13.137 Menschen in 4.091 Haushalten und 3.129 Familien. Die Bevölkerungsdichte betrug 2 Einwohner pro Quadratkilometer. Ethnisch betrachtet setzte sich die Bevölkerung zusammen aus 79,33 Prozent Weißen, 2,10 Prozent Afroamerikanern, 0,51 Prozent amerikanischen Ureinwohnern, 0,35 Prozent Asiaten, 0,01 Prozent Bewohnern aus dem pazifischen Inselraum und 15,03 Prozent aus anderen ethnischen Gruppen; 2,68 Prozent stammten von zwei oder mehr Ethnien ab. 73,38 Prozent der Einwohner waren spanischer oder lateinamerikanischer Abstammung.
Von den 4.091 Haushalten hatten 38,8 Prozent Kinder oder Jugendliche, die mit ihnen zusammen lebten. 59,6 Prozent waren verheiratete, zusammenlebende Paare 12,4 Prozent waren allein erziehende Mütter und 23,5 Prozent waren keine Familien. 21,6 Prozent waren Singlehaushalte und in 10,1 Prozent lebten Menschen im Alter von 65 Jahren oder darüber. Die durchschnittliche Haushaltsgröße betrug 2,93 und die durchschnittliche Familiengröße betrug 3,45 Personen.
29,9 Prozent der Bevölkerung war unter 18 Jahre alt, 11,3 Prozent zwischen 18 und 24, 25,2 Prozent zwischen 25 und 44, 21,0 Prozent zwischen 45 und 64 und 12,6 Prozent waren 65 Jahre alt oder älter. Das Durchschnittsalter betrug 32 Jahre. Auf 100 weibliche Personen kamen 112 männliche Personen und auf 100 Frauen im Alter von 18 Jahren oder darüber kamen 115,4 Männer.
Das jährliche Durchschnittseinkommen eines Haushalts betrug 23.306 USD, das Durchschnittseinkommen einer Familie betrug 24.856 USD. Männer hatten ein Durchschnittseinkommen von 23.913 USD, Frauen 13.248 USD. Das Prokopfeinkommen betrug 10.811 USD. 25,4 Prozent der Familien und 28,9 Prozent der Einwohner lebten unterhalb der Armutsgrenze.

## Orte im County
- Angeles
- Arno
- Balmorhea
- Hermosa
- Hoban
- Lindsay
- Locker
- Mann
- Orla
- Pecos
- Red Bluff
- Riverton
- Saragosa
- Toyah
- Toyahvale
- Verhalen
- Worsham

## Schutzgebiete
- Balmorhea State Park